# Abbeyfeale
Abbeyfeale (irsky Mainistir na Félie) je irské město v hrabství Limerick v provincii Munster, blízko hranic s hrabstvím Kerry. Město leží na řece Feale a v roce 2006 mělo 1940 obyvatel.

## Slavní rodáci
- Gerard Collins, irský politik